# Viola lanifera
Viola lanifera là một loài thực vật có hoa trong họ Hoa tím. Loài này được Becker miêu tả khoa học đầu tiên.